# Polgár Béla (színművész)
Polgár Béla; Böttger (Rév-Komárom, 1860. április 22. – Munkács, 1909. március 6.) színész, színigazgató.

## Pályafutása
Böttger János és Stafanics Katalin fiaként született. Egész fiatal korában mint kórista kezdte pályáját. Színész lett 1878-ban, fivérénél, Polgár Gyula társulatánál. Lassan emelkedett pályáján mint komikus és naturburs színész. Az 1875—76-iki orosz-török háború alatt mint tudósító volt alkalmazva, majd három évig a Lloyd-társaságnál hajón működött Galacon és onnan visszatérve, ismét színész lett, testvérénél, Polgár Károlynál. 1896 februárjában ő is megpróbálkozott a színigazgatással az erdélyi színikerületekben. Egyszer egész társulatával Esztergomba igyekezett, amikor mindenestül belefordultak a Dunába. Ő maga akkor súlyosan megbetegedett és ezután folyton beteg volt. Tüdőbaja miatt működését többször fel kellett függesztenie. 1909. március 6-án szombaton akart társulatával Munkácsról Sátoraljaújhelyre vonulni mikor Csapon fulladási rohamok lepték meg, amelyek kioltották életét. Tizenöt évig volt színigazgató. Árván maradt társulatát neje, Szepesi Szidi koloratúrénekesnő vette át.

## Működési adatai
1887–90: Polgár Károly; 1890–91: Heltai Nándor; 1891–95: Bátosi Endre; 1901–1902: Földesi Sándor.
Igazgatóként: 1896: Gyöngyös, Jászberény, Heves, Jászapáti, Nagymaros, Pécel, Losonc, Rozsnyó; 1896–97: Dobsina; 1897: Rimaszombat, Rozsnyó, Breznóbánya, Gyöngyös, Zólyom, Salgótarján, Balassagyarmat, Pécel, Körmöcbánya, Esztergom; 1897–98: Eperjes; 1898: Besztercebánya, Breznóbánya, Zólyom, Gyöngyös, Kisújszállás, Pécel, Szántó, Szécsény, Halas; 1898–99: Besztercebánya; 1899: Ipolyság, Vác; 1902–1903: Halas; 1903–1904: Marosvásárhely; 1904–1905: Marosvásárhely; 1906–1907: Óbecse; 1907–1908: Munkács; 1908–1909: Sátoraljaújhely.